# Laura Fazliu
Laura Fazliu (28 de setembro de 2000) é uma judoca kosovar. Foi medalhista de bronze nos Jogos Olímpicos de Verão de 2024 em Paris.
Ela ganhou a medalha de prata no evento feminino de 63 kg no Campeonato Europeu de Judô de 2022, realizado em Sofia, Bulgária. Ela conquistou a medalha de ouro no evento feminino de 63 kg nos Jogos Mediterrâneos de 2022, realizados em Oran, Argélia.
Fazliu perdeu sua luta pela medalha de bronze no evento feminino de 63 kg nos Jogos Mediterrâneos de 2018, realizados em Tarragona, Espanha.
Em 2021, Fazliu perdeu sua luta pela medalha de bronze no evento feminino de 63 kg no Campeonato Europeu de Judô, realizado em Lisboa, Portugal. Ela também competiu no evento feminino de 63 kg no Campeonato Mundial de Judô de 2021, realizado em Budapeste, Hungria.
Em julho de 2024, Fazliu venceu a luta pela medalha de bronze no evento feminino de 63 kg nos Jogos Olímpicos de Paris de 2024, realizados em Paris, França, após uma conduta inadequada do árbitro em relação à competidora croata Katarina Krišto.